# Hi-Lo Country
Hi-Lo Country (The Hi-Lo Country) è un film del 1998 diretto da Stephen Frears.
Il soggetto è tratto da un romanzo del 1961 di Max Evans, e racconta l'intensa amicizia di due cowboy e del loro amore per la stessa donna.

## Trama
Appena finita la seconda guerra mondiale, i giovani Pete Calder e Big Boy Matson tornano nella loro cittadina di origine nel Nuovo Messico, nel frattempo molto cambiata. Jim Ed Love, adottando metodi industriali, tiene ora in pugno il mercato locale del bestiame e impiega gran parte della popolazione attiva, compreso Little Boy, il fratello di Big Boy. I due amici, in nome dei bei tempi e di un ideale romantico della vita da cowboy, combattono questo strapotere e si alleano con il vecchio allevatore Hoover Young.
Pete, da sempre promesso alla bellissima e serissima Josepha, prende una sbandata per Mona, la libertina moglie di Gomez, braccio destro dell'odiatissimo boss che nel frattempo muore di infarto dopo una memorabile sconfitta a poker con Big Boy.
Quando è Big Boy ad innamorarsi perdutamente di Mona, Pete si fa da parte. Inizia però un periodo di tensione tra Gomez e Big Boy fatalmente destinato ad esplodere violentemente quando i due amanti decidono palesarsi in pubblico. Con l'aiuto di Pete, Big Boy si allontana dalla cittadina per vivere una sorta di fuga romantica con Mona. Josepha vede in quella donna una fonte di guai sapendo oltre tutto che il suo fidanzato ne è ancora attratto. Recatisi da una strega messicana per farsi predire il futuro, l'alcol e i tristi presagi spingono Pete a possedere Mona, che si concede. Josepha capisce tutto e lascia Pete che è distrutto dal rimorso ma è incapace di confessare il tradimento all'amico.
Un giorno una bufera di neve sorprende i cowboy al pascolo. Pete, che desidererebbe morire per espiare le proprie colpe, è salvato proprio dal coraggio di Big Boy, mentre Hoover, ferito gravemente, non giunge all'estate seguente. Mona è incinta e pronta a divorziare, e Big Boy conduce ora il ranch di Hoover del quale ha ereditato parte dei beni. Tutto sembra procedere finalmente per il meglio se non fosse per un vecchio attrito tra i fratelli Matson che riaffiora improvvisamente proprio in presenza della loro mamma e di Pete. Little Boy, accecato dall'ira per un'umiliazione subita, uccide con freddezza il fratello maggiore.
Al cimitero Pete è pronto a vendicare l'amico, ma la mamma di Big Boy lo prega di frenarsi e di aiutarla a convincere il giudice che Little Boy ha agito per legittima difesa. Così Pete, per rispettatare la volontà della madre del suo amico, dovrà di fatto tradirlo anche dopo morto. Giunta Mona, questa gli rivela che Big Boy aveva saputo del loro tradimento il giorno dopo dello stesso.
Rinfrancato dalla consapevolezza di quanto fosse forte il sentimento di amicizia di Big Boy, Pete può partire per ricominciare una nuova vita in California, dove tempo prima si era trasferita anche la sua Josepha...

## Produzione
Il film è stato girato tra Nuovo Messico e Colorado.

## Distribuzione
Il film è stato presentato in anteprima in alcune sale degli Stati Uniti il 30 dicembre 1998 e in concorso alla 49ª edizione del Festival internazionale del cinema di Berlino. Nelle sale italiane è uscito il 23 aprile 1999.

## Riconoscimenti
- 1998 – National Board of Review Awards
  - Miglior performance rivelazione maschile a Billy Crudup
- 1999 – Festival internazionale del cinema di Berlino
  - Orso d'argento per il miglior regista a Stephen Frears